# Жанбон Сент-Андре, Андре
Андре́ Жанбо́н (фр. André Jeanbon), более известный как Жанбо́н Сент-Андре́ (фр. Jean-Bon Saint-André; Jeanbon Saint André; 25 февраля 1749, Монтобан — 10 декабря 1813, Майнц) — французский пастор и политический деятель времён Великой революции.

## Биография и деятельность
Происходил из протестантской семьи, собирался изучать право, но это было запрещено королём для протестантов и их детей. Поэтому с 16-летнего возраста служил в торговом флоте. Разорившись вследствие кораблекрушений, Сент-Андре занялся богословскими науками и стал пастором; тогда же он принял имя Жанбон Сент-Андре.
2 ноября 1792 года избран председателем якобинцев. Избранный депутатом в Национальный конвент, Сент-Андре занял место на скамьях Горы, подал голос за казнь короля, активно боролся против жирондистов.
В 1793 году он стал членом Комитета общественного спасения, где чрезвычайно энергично заведовал морским департаментом; в том же году был послан в Брест для реорганизации морских сил Франции, находившихся в очень плохом положении. В следующем году Жанбон Сент-Андре участвовал в сражении (близ Бреста) между французским флотом под начальством Вилларе-Жуайёза и английским; хотя французский флот и был разбит, но и англичане потерпели сильные потери, так что в Брест мог свободно войти транспорт с хлебом, состоявший из 116 судов.
Затем Сент-Андре был послан в Тулон, где заботился об укреплении берегов, часто вступая в столкновение с Бонапартом. После переворота 9 термидора Сент-Андре, оставшийся верным своим политическим взглядам, был арестован, но вскоре выпущен на свободу благодаря последовавшей амнистии. Во время Директории он был консулом в Алжире и Смирне.
Сент-Андре находился в Смирне, когда вспыхнула война между Францией и Турцией; задержанный в качестве заложника, он был сослан в Керасунт, на берегу Чёрного моря, где пробыл три года в плену.
Вернувшись во Францию в 1801 году, Сент-Андре был назначен генеральным комиссаром четырёх департаментов левого берега р. Рейна, а затем префектом департамента Мон-Тоннер (Майнц).
После сражения при Лейпциге в Майнц прибыло много раненых солдат, которые принесли с собою тиф и другие заразные болезни; заботясь об облегчении участи больных, Сент-Андре сам заразился и умер.

## Издания
Сочинения:
- «Considérations sur l’organisation des protestants» (1774),
- «Opinion sur cette question: Louis XVI peut-il être jugé etc.?» (1792),
- «Journal sommaire de la croisière de la flotte» (1794).